# Mont La Pérouse (États-Unis)
Pour les articles homonymes, voir La Pérouse (homonymie).
Le mont La Pérouse (en anglais : Mount La Perouse) est un sommet de la région de recensement de Hoonah-Angoon, dans l'État américain de l'Alaska. Il culmine à 3 270 mètres d'altitude dans le chaînon Fairweather. Il est protégé au sein du parc national de Glacier Bay.